# Winter X Games XXVI
I Winter X Games XXVI sono stati la ventiseiesima edizione della manifestazione organizzata dalla ESPN, si sono tenuti dal 21 al 23 gennaio 2022.

## Risultati

### Snowboard
| Evento | Evento       | Oro                  | Argento              | Bronzo           |
| Uomini | Slopestyle   | Mark McMorris        | Marcus Kleveland     | Sven Thorgren    |
| Uomini | SuperPipe    | Scotty James         | Ayumu Hirano         | Kaishu Hirano    |
| Uomini | Big Air      | Marcus Kleveland     | Max Parrot           | Rene Rinnekangas |
| Uomini | Knuckle Huck | Marcus Kleveland     | Fridtjof Tischendorf | Dusty Henricksen |
| Donne  | Slopestyle   | Zoi Sadowski-Synnott | Jamie Anderson       | Laurie Blouin    |
| Donne  | SuperPipe    | Sena Tomita          | Queralt Castellet    | Haruna Matsumoto |
| Donne  | Big Air      | Zoi Sadowski-Synnott | Jamie Anderson       | Miyabi Onitsuka  |

### Freestyle
| Evento | Evento       | Oro             | Argento          | Bronzo          |
| Uomini | Slopestyle   | Andri Ragettli  | Max Moffatt      | Alexander Hall  |
| Uomini | SuperPipe    | Nico Porteous   | Aaron Blunck     | David Wise      |
| Uomini | Big Air      | Alexander Hall  | Mac Forehand     | Teal Harle      |
| Uomini | Knuckle Huck | Quinn Wolferman | Jake Mageau      | Alexander Hall  |
| Donne  | Slopestyle   | Tess Ledeux     | Mathilde Gremaud | Megan Oldham    |
| Donne  | SuperPipe    | Kelly Sildaru   | Brita Sigourney  | Hanna Faulhaber |
| Donne  | Big Air      | Tess Ledeux     | Megan Oldham     | Olivia Asselin  |

## Medagliere
| Pos.   | Paese         | Oro | Argento | Bronzo | Totale |
| ------ | ------------- | --- | ------- | ------ | ------ |
| 1      | Nuova Zelanda | 3   | 0       | 0      | 3      |
| 2      | Stati Uniti   | 2   | 6       | 5      | 13     |
| 3      | Norvegia      | 2   | 2       | 0      | 4      |
| 4      | Francia       | 2   | 0       | 0      | 2      |
| 5      | Canada        | 1   | 3       | 4      | 8      |
| 6      | Giappone      | 1   | 1       | 3      | 5      |
| 7      | Svizzera      | 1   | 1       | 0      | 2      |
| 8      | Australia     | 1   | 0       | 0      | 1      |
| 8      | Estonia       | 1   | 0       | 0      | 1      |
| 10     | Spagna        | 0   | 1       | 0      | 1      |
| 11     | Finlandia     | 0   | 0       | 1      | 1      |
| 11     | Svezia        | 0   | 0       | 1      | 1      |
| Totale | Totale        | 14  | 14      | 14     | 42     |